# Muelleriella crassifolia
Muelleriella crassifolia là một loài Rêu trong họ Orthotrichaceae. Loài này được (Hook. f. & Wilson) Dusén mô tả khoa học đầu tiên năm 1905.